# Bulbophyllum chimaera
Bulbophyllum chimaera är en orkidéart som beskrevs av Rudolf Schlechter. Bulbophyllum chimaera ingår i släktet Bulbophyllum och familjen orkidéer. Inga underarter finns listade i Catalogue of Life.